# Typ 95 Schienen-Panzerwagen So-Ki
Der Typ 95 Schienen-Panzerwagen So-Ki (japanisch 九五式装甲軌道車 Kyūgo-shiki sōkō kidōsha) war ein japanischer leichter Panzer im Zweiten Weltkrieg, der geländetauglich und außerdem als Schienenfahrzeug einsetzbar war. Er wurde von 1935 (Kōki 2595, daher die Typbezeichnung) bis 1945 vom Kaiserlich Japanischen Heer eingesetzt.

## Geschichte

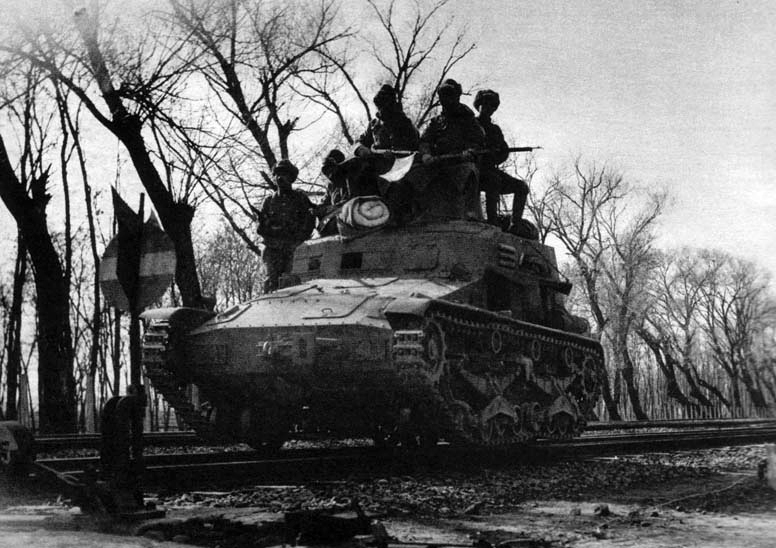
Typ 95 So-Ki mit außen aufgesessener Besatzung

Der Typ 95 So-Ki wurde 1935 als Zweiwegefahrzeug entwickelt, um Eisenbahntrassen in nicht gesicherten oder gefährdeten Gebieten zu schützen und zu überwachen. Dazu wurde ein gepanzertes Fahrzeug entwickelt, das sowohl Gleisketten als auch Eisenbahnräder besaß.
Haupteinsatzbereich des So-Kis war die Überwachung der Schienenwege in Mandschukuo und den besetzten Gebieten in China während des Zweiten Japanisch-Chinesischen Krieges. Einige So-Kis wurden auch im japanisch besetzten Burma eingesetzt.

## Technik

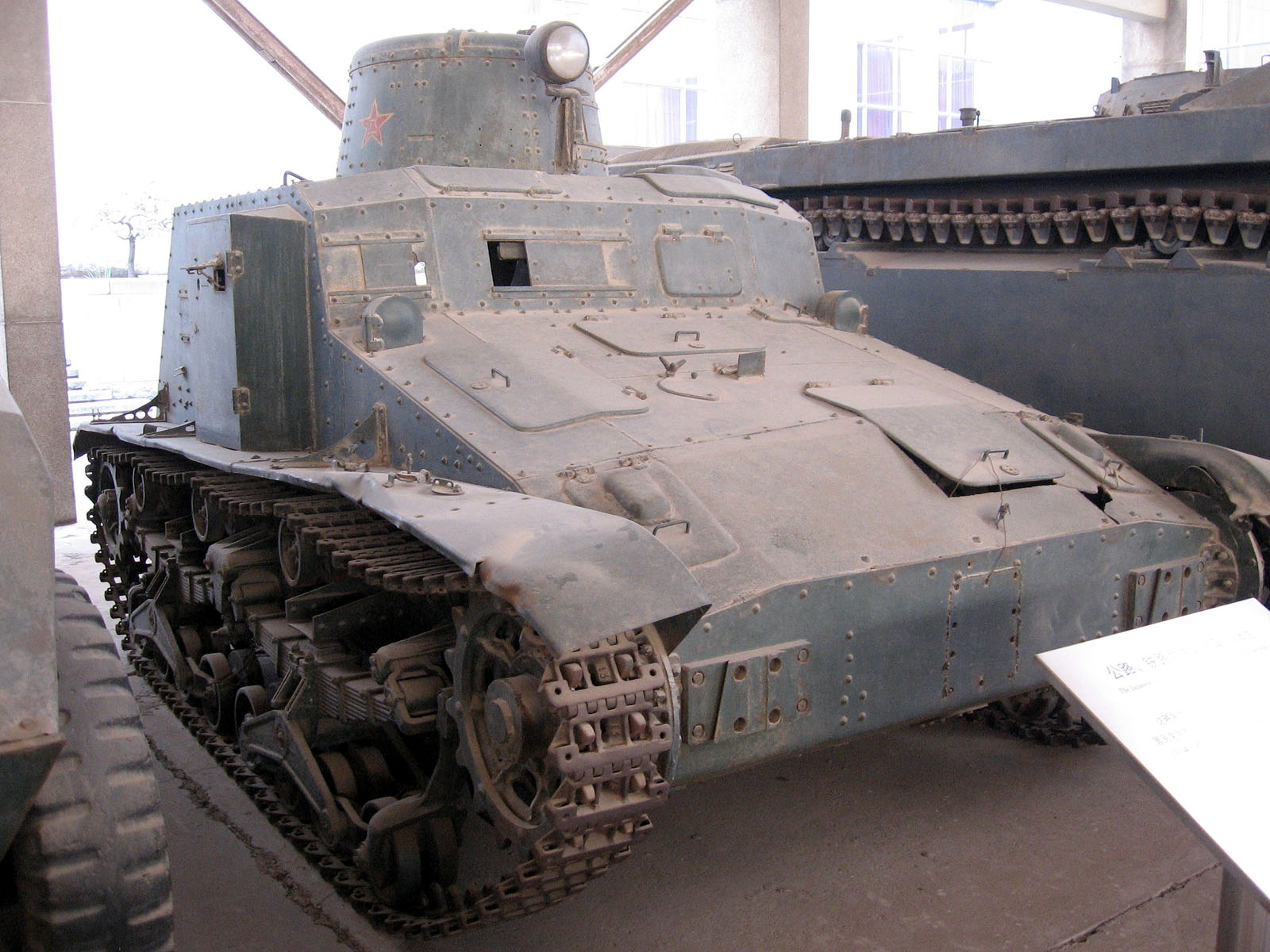
Erhaltenes Exemplar mit Kennzeichen der rotchinesischen Armee im Militärmuseum Peking

Im Inneren des Panzerwagens war eine Vorrichtung angebracht, mit deren Hilfe die Schienenräder angehoben und abgesenkt werden konnten. Um vom Schienen- auf Gelände-Modus umzuschalten, benötigte der So-Ki ca. eine Minute. Umgekehrt dauerte das Ausfahren der Schienenräder und Aufsetzen auf die Schienen ca. drei Minuten. Die Spurweite der Schienenräder konnte auf drei unterschiedliche Breiten eingestellt werden: schmal, Standard und breit. Im Gelände hatte der Panzerwagen eine Reichweite von ca. 120 km. Diese erhöhte sich beim Schieneneinsatz auf 235 km. Im Gelände wurde eine Höchstgeschwindigkeit von 20 km/h erreicht, die auf der Straße bis auf 30 km/h erhöht werden konnte. Zog der Typ 95 So-Ki auf Schienen Waggons hinter sich, lag die Höchstgeschwindigkeit bei 40 km/h. Ohne Anhänger konnten auf Schienen bis zu 72 km/h erreicht werden.
Die Panzerung des Fahrzeugs betrug an ihrer stärksten Stelle 8 mm. Der So-Ki verfügte über keine Bewaffnung; zur Verteidigung musste die Besatzung, bestehend aus Kommandant und bis zu fünf Soldaten, auf ihre Handfeuerwaffen zurückgreifen.
Insgesamt wurden 121 Typ 95 So-Kis hergestellt.